# Mark Sandman
Mark Sandman (ur. 24 września 1952 w Newton, zm. 3 lipca 1999 w Palestrinie) – amerykański wokalista, autor tekstów, multiinstrumentalista. Zasłynął głównie jako wokalista i basista amerykańskiego zespołu Morphine, był też członkiem zespołu Treat Her Right oraz założycielem wytwórni Hi-n-Dry.
Sandman zmarł na zawał serca podczas koncertu w 1999 roku.